# Boeing 80
O Boeing 80 (Model 80) foi uma aeronave comercial estadunidense da década de 1920 fabricada pela Boeing. Foi o primeiro modelo a operar para uma companhia aérea, a  Boeing Air Transport e seu primeiro voo data de 27 de Julho de 1928. Era um biplano como seu predecessor, o Boeing 40A mas significativamente maior, e tinha três motores radiais, um Cockpit fechado para 2 pilotos, e uma cabine para 12 passageiros. Sua segunda versão, o Boeing 80A, tinha uma capacidade para até 18 passageiros, fazendo seu primeiro voo em 12 de Setembro de 1929.
Durante sua operação o Boeing 80 era usado para transporte de passageiros e de correios. Ellen Church, uma enfermeira, convenceu os gestores da Boeing que as mulheres poderiam trabalhar como enfermeiras que servem a bordo do modelo 80A, tornando o modelo o primeiro a ter comissárias de bordo.

## Especificações (Model 80A)
Dados de: Boeing Aircraft since 1916.
Descrições gerais
- Tripulação: 3
- Capacidade: 18 - passageiros
- Comprimento: 17,22 m (56 ft)
- Envergadura: 24,39 m (80 ft)
- Altura: 4,65 m (15 ft)
- Área alar: 113,4 m² (1 220 ft²)
- Peso vazio: 4 810 kg (10 600 lb)
- Peso de decolagem: 7 940 kg (17 500 lb)

Motorização
- Número de motores: 3x
- Tipo do motor: Motor a pistão radial
- Fabricante/modelo: Pratt & Whitney R-1690 Hornet refrigerado a água
- Potência por motor: 525 hp (391 kW)

Performance
- Velocidade máxima: 222 km/h (138 mph)
- Velocidade de cruzeiro (Mach): 0.163 Ma
- Velocidade total em Mach: 0.1812 Ma
- Velocidade total em Nó: 120 kn (222 km/h)
- Alcance: 741 km (460 mi)
- Razão de subida: 4,6 m/s
- Tecto de serviço: 4 270 m (14 000 ft)